# ساي أكوستا
ساي أكوستا (بالإسبانية: Cy Acosta)‏ هو لاعب كرة قاعدة مكسيكي، ولد في 22 نوفمبر 1946.

## وصلات خارجية
- ساي أكوستا على موقع دوري كرة القاعدة الرئيسي (الإنجليزية)
- ساي أكوستا على موقعبيزبول رفرنس.كوم (الدوري الرئيسي) (الإنجليزية)
- ساي أكوستا على موقعبيزبول رفرنس.كوم (الدوري الثانوي) (الإنجليزية)
- ساي أكوستا على موقع إي إس بي إن.كوم (أم.أل.بي) (الإنجليزية)
- ساي أكوستا على موقع مشجعي الرسوم البيانية (الإنجليزية)